# Monte Golla
Il monte Golla è una montagna alta 1983 m delle Prealpi Bergamasche, situata tra la val del Riso (laterale della Val Seriana) e la val Dossana (laterale della Val Seriana), in provincia di Bergamo.
Amministrativamente si trova nel comune di Premolo.

## Accessi

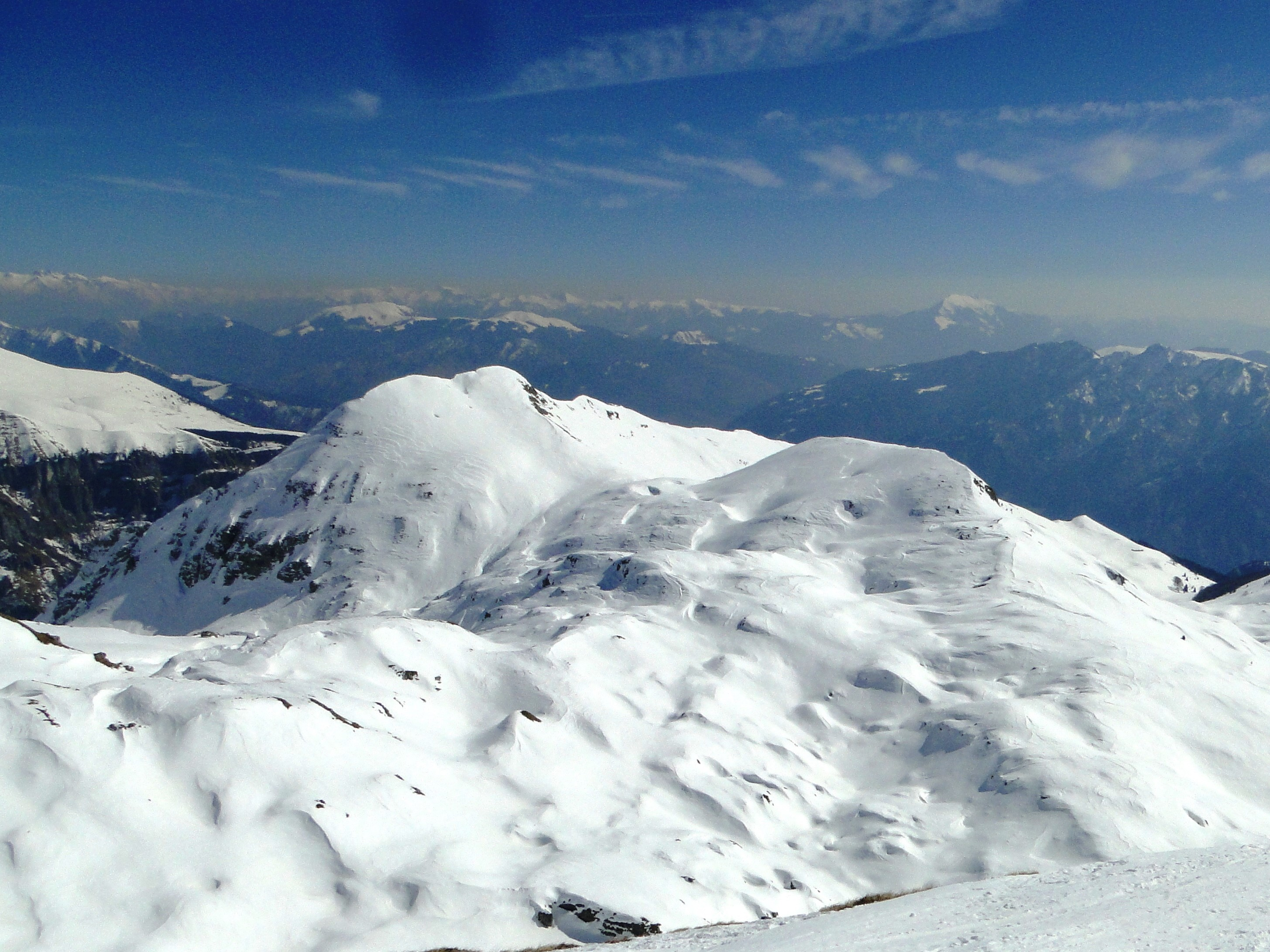
Monte Golla e Matto di Golla

Si può salire sulla vetta principalmente mediante due sentieri:
- Sentiero 262: Premolo - Baita Corna - Monte Golla;[1]
- Sentiero 263: Alpe Grina (Gorno) - Baita Foppelli - Rifugio Baita Golla - Monte Golla.